# Hala balonowa w Podgórzu
Hala balonowa w Podgórzu – hala balonowa zbudowana 1909 roku w Podgórzu (ob. część Torunia), na rogu dzisiejszych ulic Michała Drzymały i Okólnej. Sąsiadowała z poligonem wojskowym. Była ona mniejsza od hali w Toruniu. Została rozebrana w 1955 roku.